# مركب السباحة الأولمبي لأثينا
مركب السباحة الأولمبي لأثينا هو مركب في أثينا مخصص للرياضات الأولمبية، يتألف من اثنين من المسابح أحدهما في الهواء الطلق والآخر داخلي، وتم بناؤه من أجل ألعاب البحر الأبيض المتوسط 1991. تم تجديده وتوسيعه لاستضافة دورة الألعاب الأولمبية الصيفية 2004.